# Scotts Mills
Scott Mills è una città degli Stati Uniti d'America, nella Contea di Marion, Oregon. Conta 312 abitanti.